# Mosolygó Sára
Mosolygó Sára (Pécs, 1997. október 6.–) magyar színésznő.

## Életpályája
A helyi Leőwey Klára Gimnázium francia tagozatán tanult, majd a pesthidegkúti Waldorf iskolában folytatta tanulmányait. 2018-2023 között a Színház- és Filmművészeti Egyetem színművész szakos hallgatója volt Zsámbéki Gábor – Fullajtár Andrea – Jákfalvi Magdolna – Tárnoki Márk osztályában.

## Színházi szerepei
- A kőszívű ember fiai (Vörösmarty Színház, 2024) ...Alfonsine
- Csodálatos vagy, Júlia (Játékszín, 2023) ...Avice Crichton, színésznő
- Merre jársz...? (2023) ...Camille Fouquet
- A pillangók szabadok (Art-Színtér, 2021) ...Jill Tenner
- Kartonpapa (Szkéné Színház, 2021) ...Helga
- A vád tanúja (Játékszín, 2020) ...Lány
- Én vagyok én (Gyulai Várszínház) ...Júlia, a felesége

## Filmes és televíziós szerepei
- Együtt kezdtük (2022) ...Franciska[4]
- Most vagy soha! (2024) ...Szendrey Júlia[5][6]
- SwapID (shorfilm 2024)
- Bróker Marcsi (2025)